# Люкарна

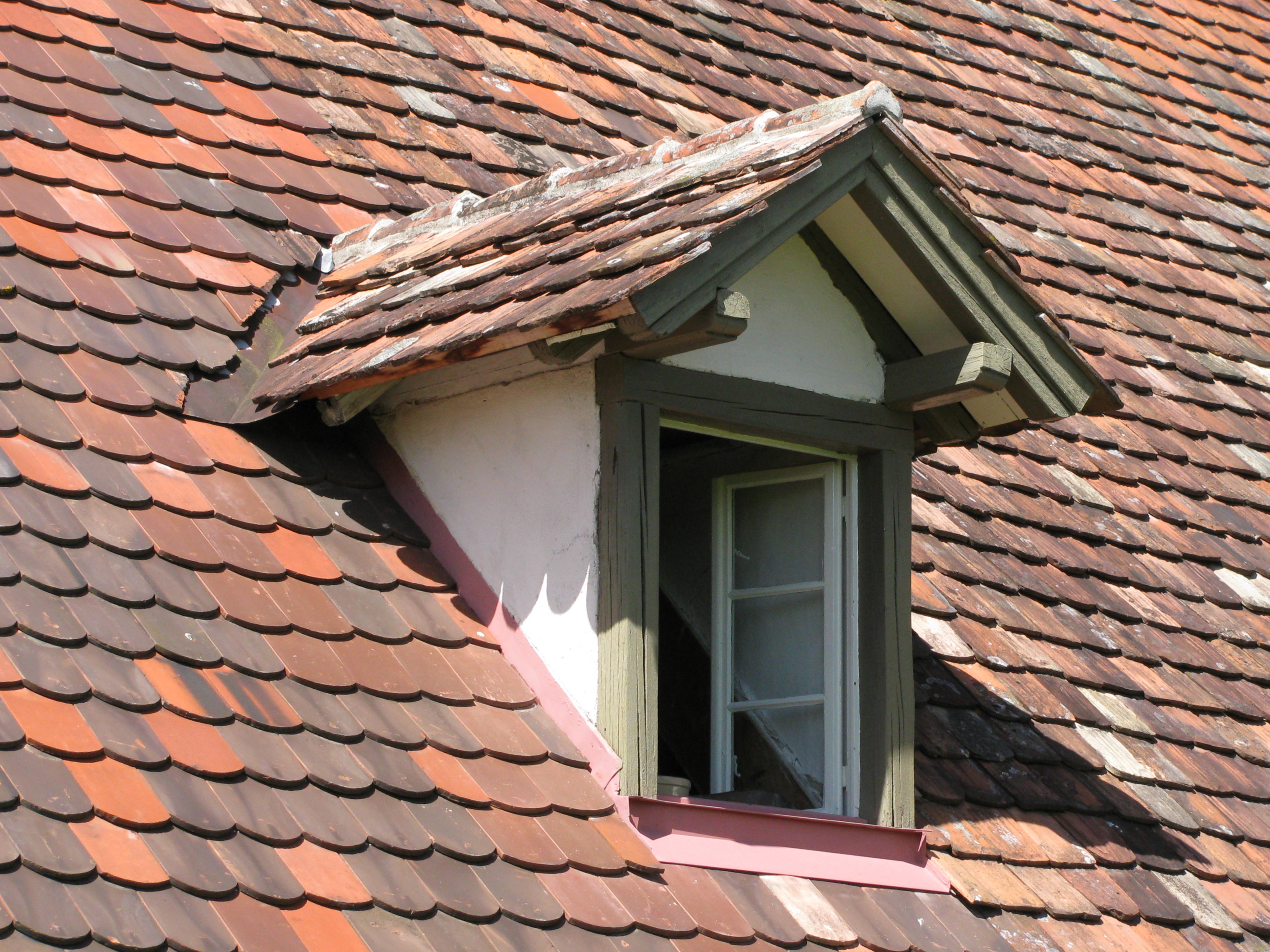
Двускатная люкарна

Люка́рна (фр. lucarne, от лат. lux «свет») — надстройка на скате крыши или покрытии купола с одним или несколькими оконными проёмами, служащая для освещения и проветривания чердака или мансардного этажа.
В отличие от мансардного окна люкарна архитектурно более выразительна, и зимой, как правило, избавлена от снега, что не препятствует проникновению света в комнату и открыванию окна для проветривания.
В отличие от люкарны слуховое окно обычно меньшего размера, устанавливается в нежилых чердаках и служит для проветривания подкровельного пространства и удаления испарений от расположенного ниже жилого этажа.
В исторические времена помимо утилитарных функций люкарна имела декоративное значение и снаружи обычно украшалась наличниками, лепными обрамлениями и другими декоративными элементами.

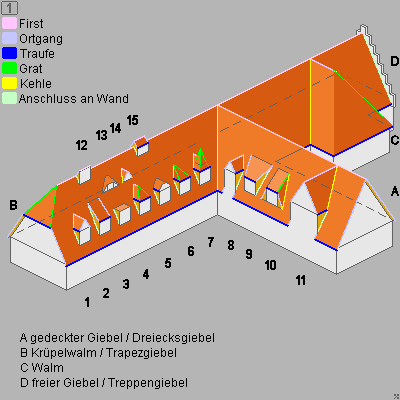
Различные конструкции люкарн

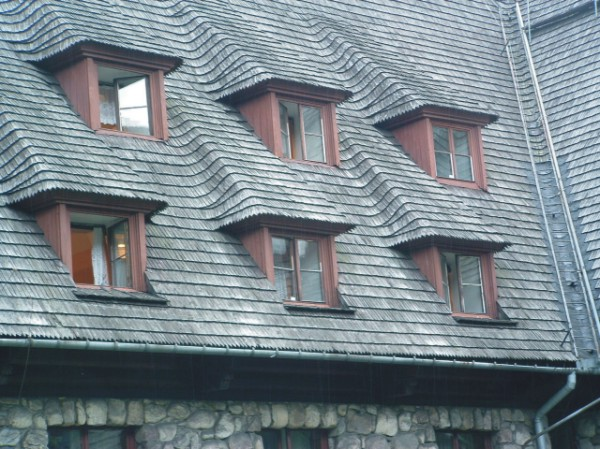
Люкарны на крыше «Дома туриста» в Закопане (Польша)

## Исторические люкарны
В европейской архитектуре позднеготического периода и в эпоху раннего Возрождения появился тип мансардных окон в люкарнах, со стороны фасада представляющий собой выложенное из кирпича продолжение стены. Такие окна нередко декорировались пышной лепниной с использованием стукко. В Англии и Шотландии в правление династии Тюдоров (XV—XVI века) получили распространение такие окна в постройках с остроконечными крышами. Во Франции со времён Людовика XII аналогичные окна сооружались на крышах замков. Люкарна была характерным элементом барочной архитектуры.
Широко применялась в архитектуре конца XIX—XX века в связи с характерными для неё декоративностью архитектурных форм и интересом к архитектуре предшествующих эпох готики и Ренессанса.

Исторические люкарны
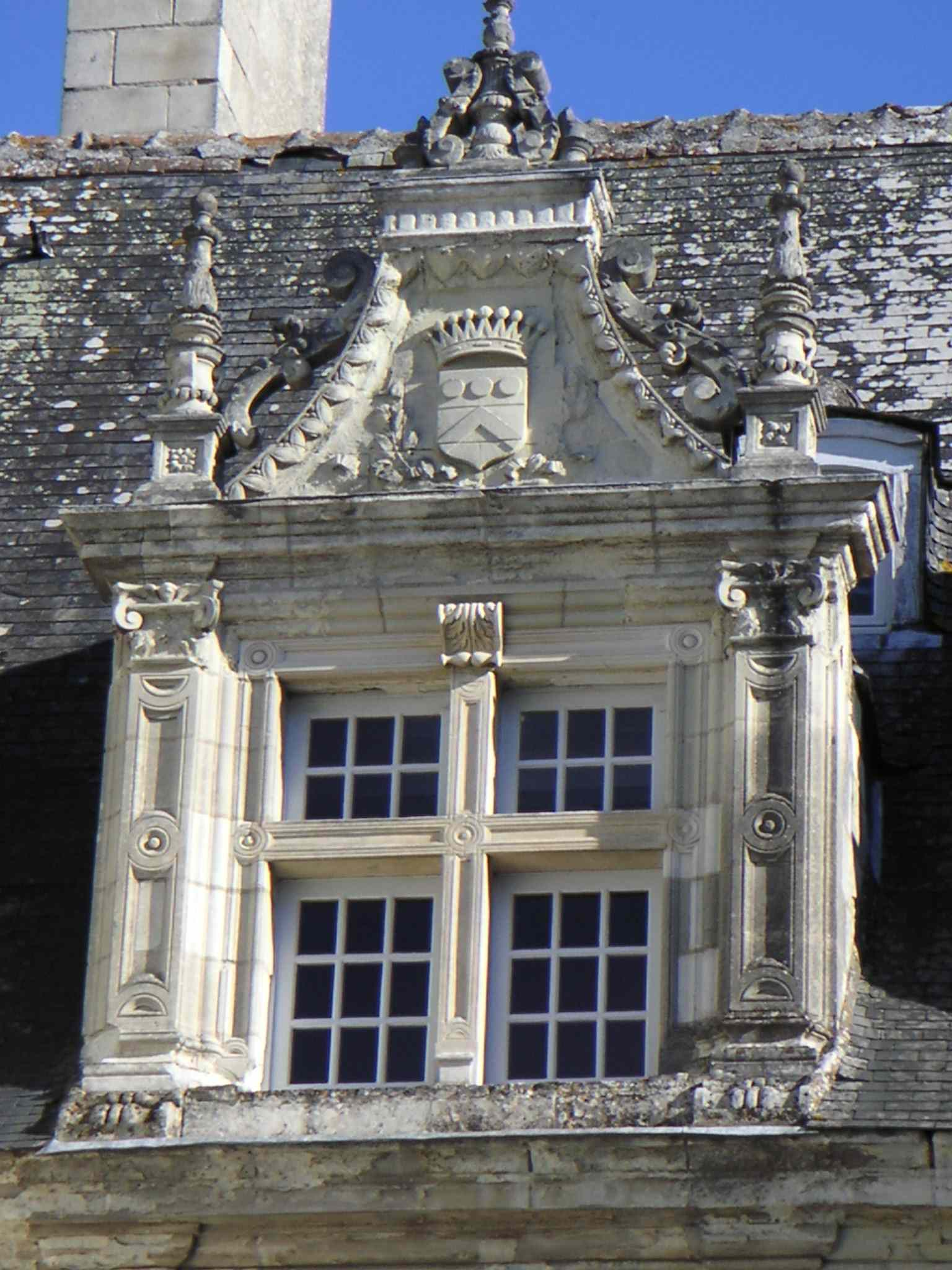
Ренессансная люкарна из замка Вилландри
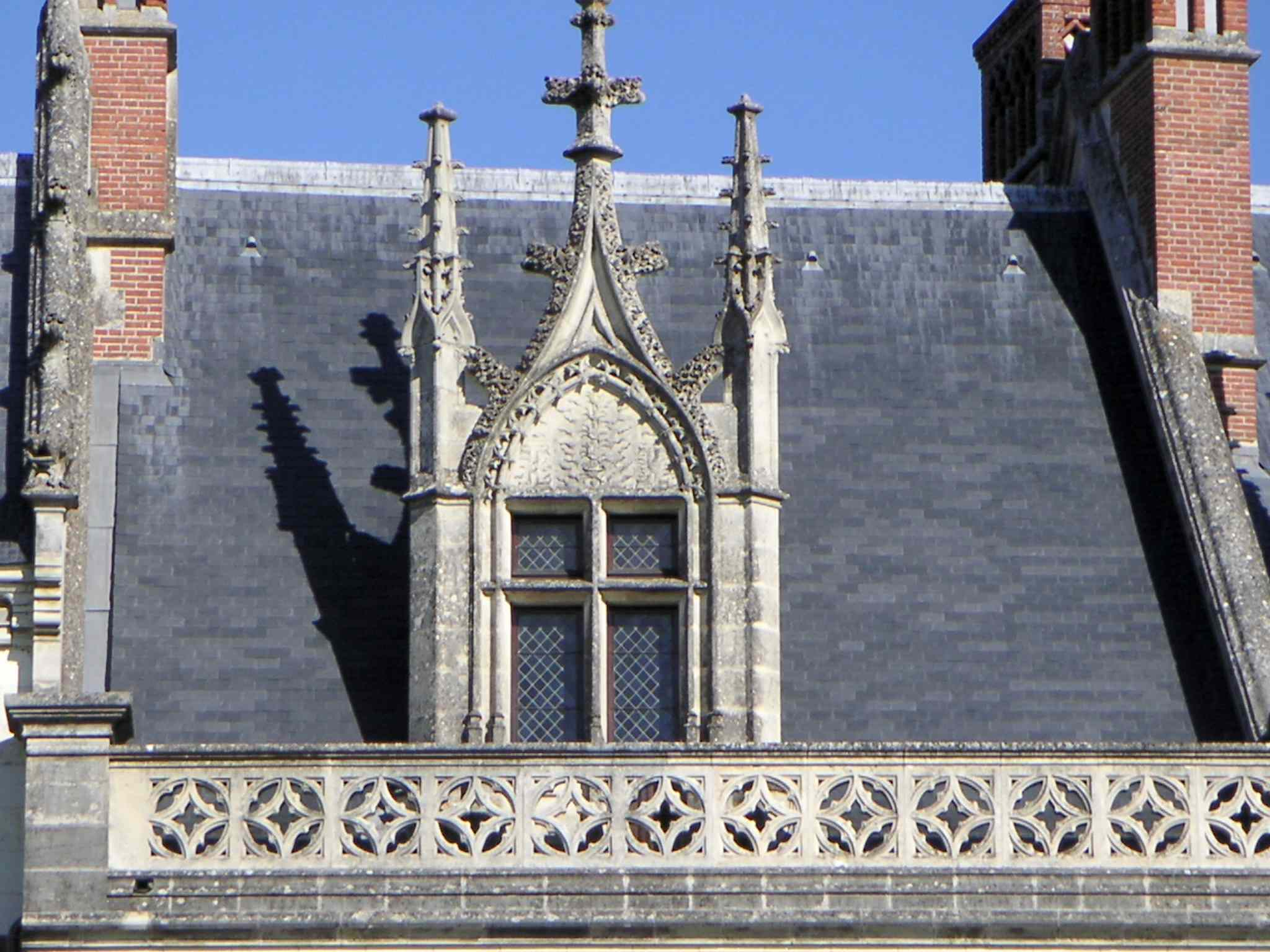
Готическая люкарна из Амбуазского замка
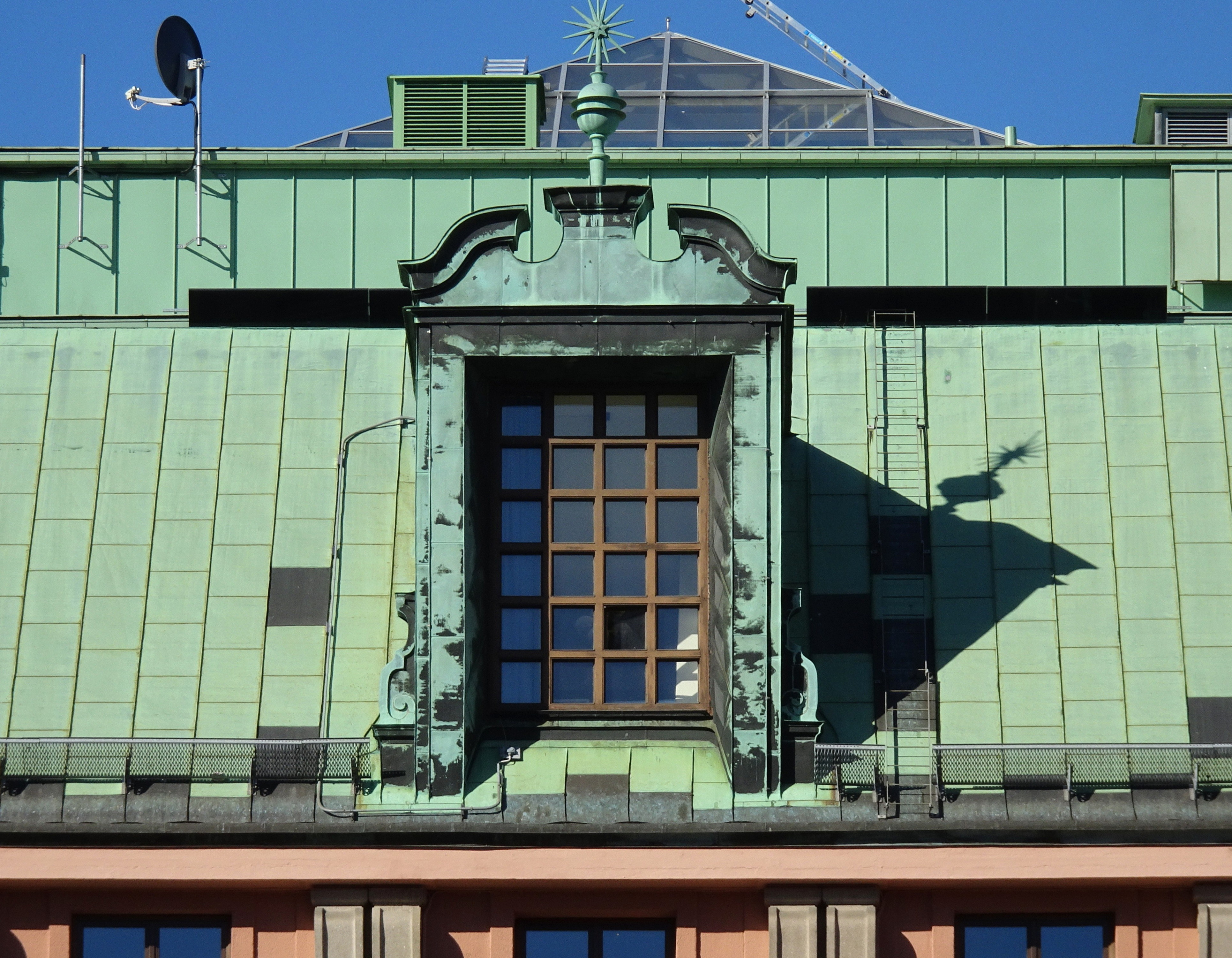
Паб «Варухусет»[швед.]

## Современные люкарны
Помимо использования традиционных форм, современные люкарны также задействуют новые возможности стальной конструкции и остекления. Если в исторических люкарнах были застеклены только передняя и кровельная сторона, лежащая параллельно гребню, и проёмы в крыше, то сегодня застекляются также стороны люкарны (обычно вертикальные), а иногда и крыша люкарны.

Современные люкарны
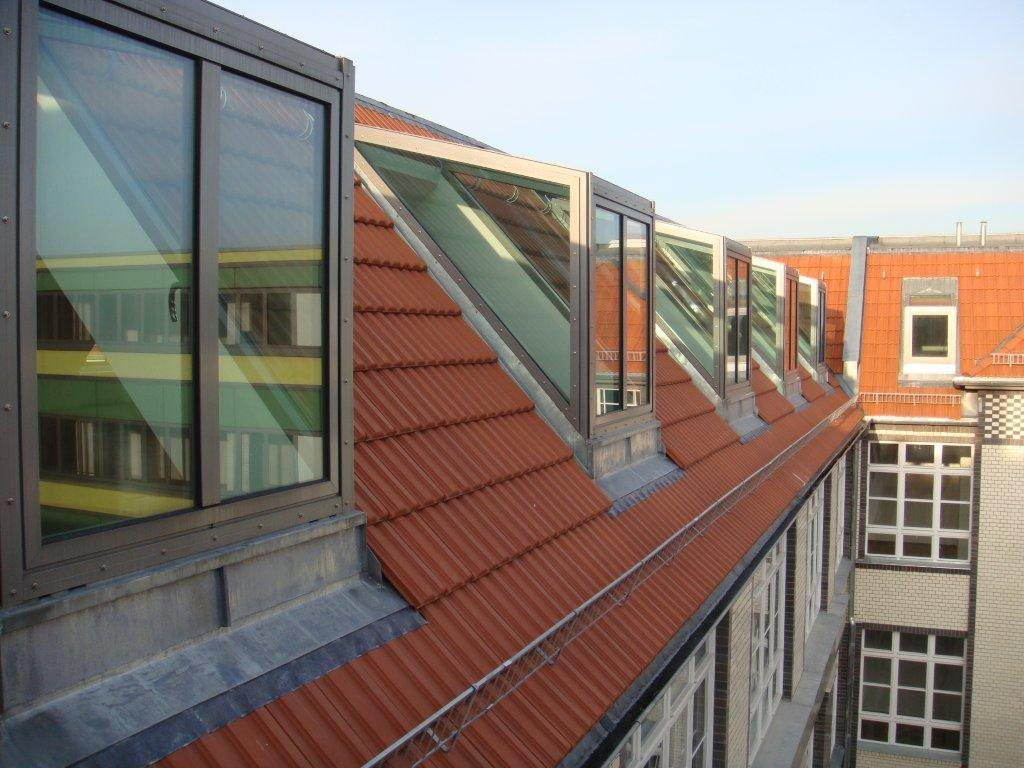
Современная люкарна с застеклёнными сторонами, жилое здание в Берлине
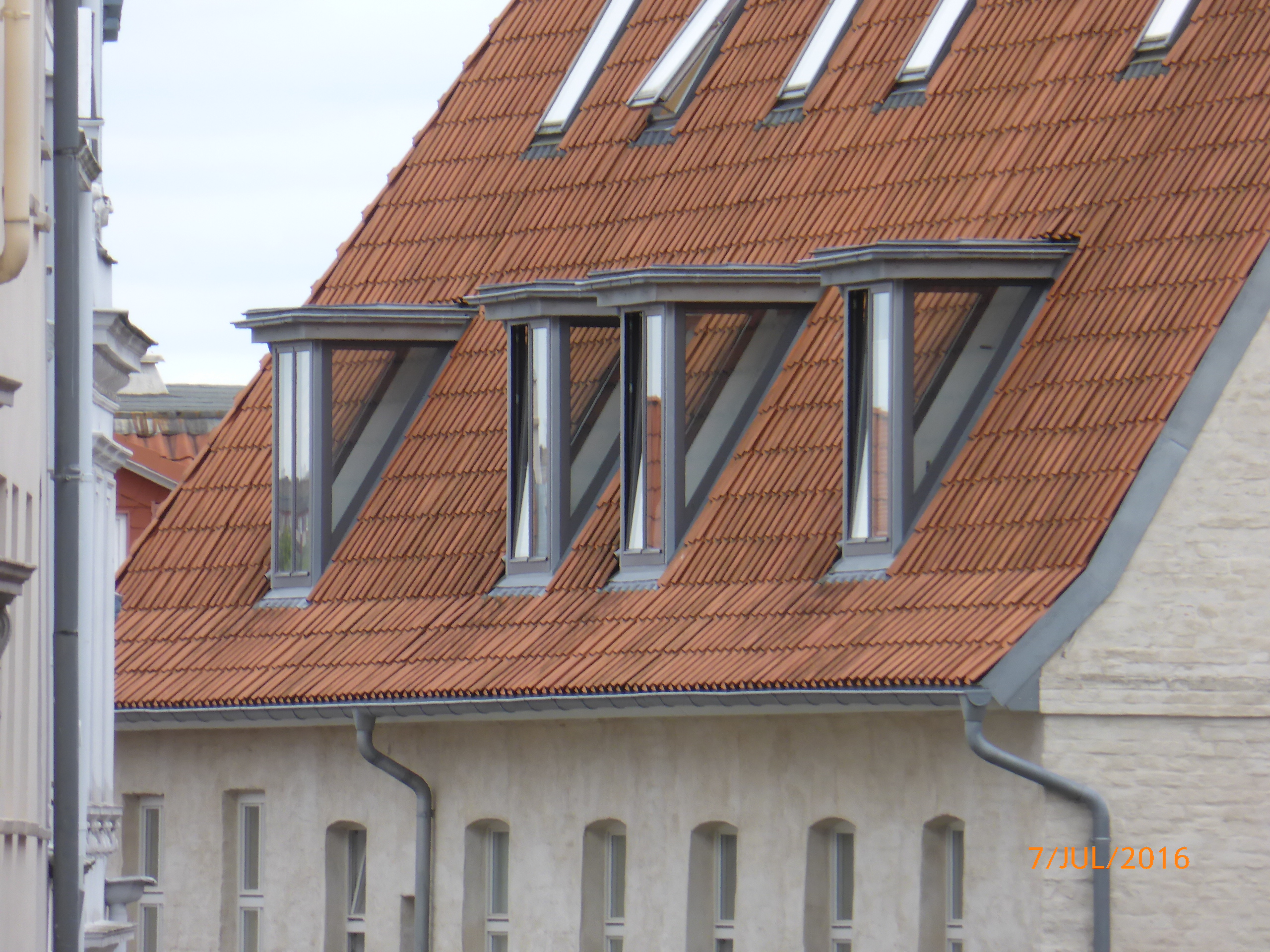
Застеклённая люкарна в Любеке
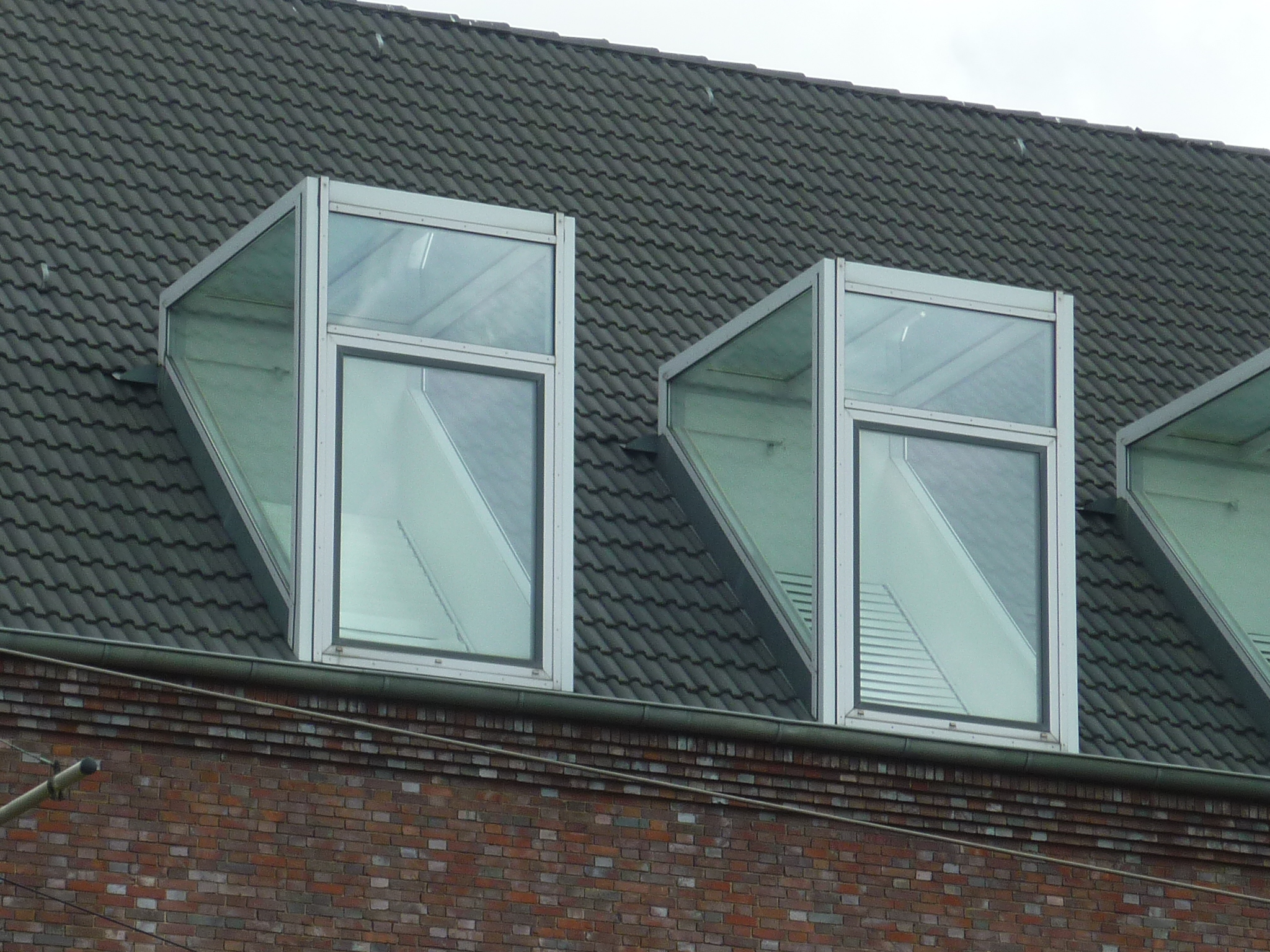
Полностью застекленная люкарна в Бранденбурге
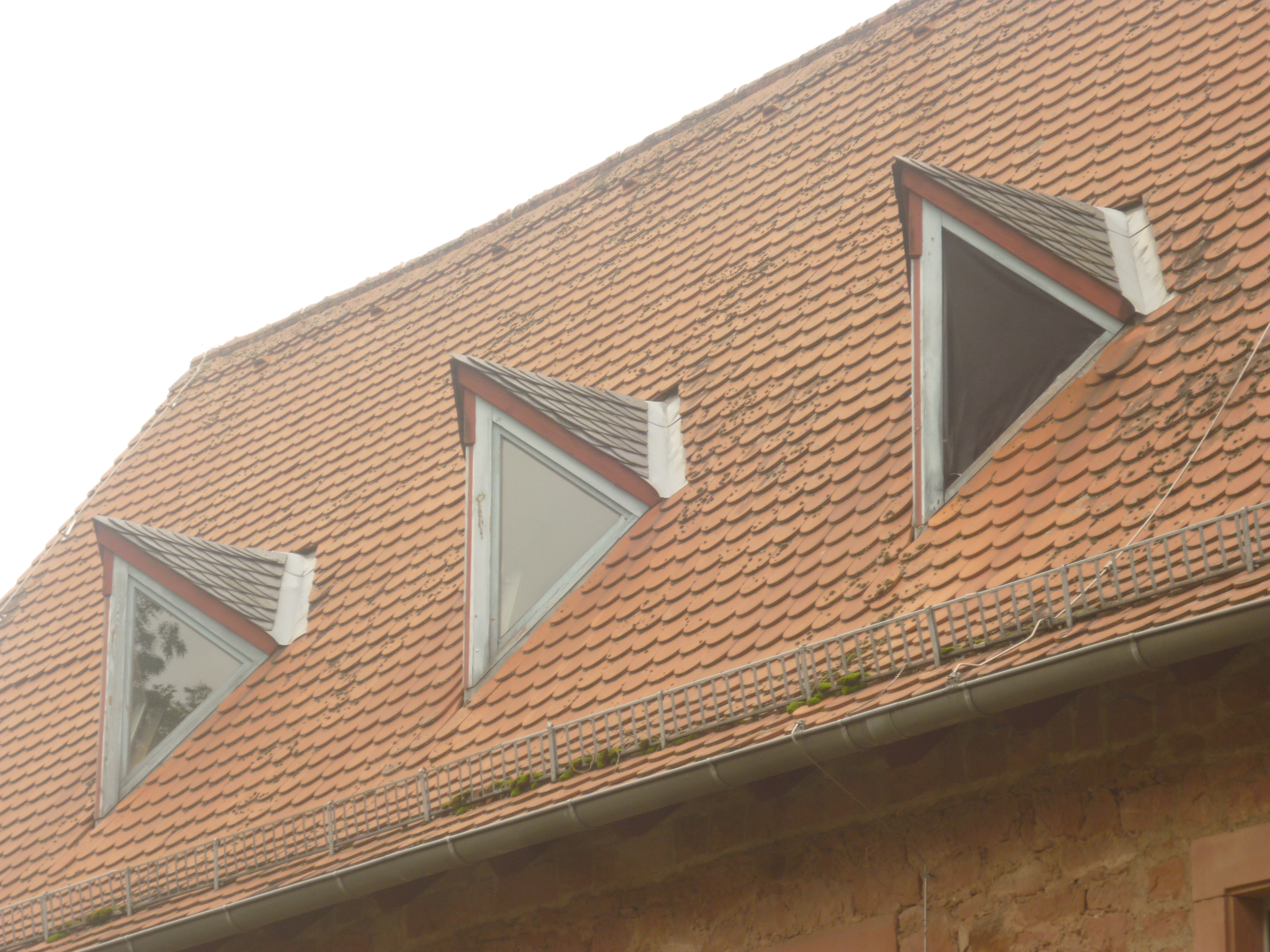
Современная и формально новая люкарна в Бюдингене